# Ernest Glinne
Ernest Glinne est un homme politique belge né à Forchies-la-Marche (Fontaine-l'Évêque) le 30 mars 1931 et mort le 10 août 2009 à Courcelles,. Militant wallon, il a été membre du Parti socialiste avant de rejoindre Ecolo, puis le Rassemblement Wallonie France.

## Biographie

### Enfance
Ernest Glinne est l'aîné d'une famille d'ouvriers de trois enfants (Ernest et deux sœurs) élevés par leur mère (le père d'Ernest décède quand il a six ans).
Il étudie à l'Université libre de Bruxelles (ULB) où il obtient une licence en sciences politiques administratives et diplomatiques en 1954.

### Carrière politique
Considéré comme appartenant à la gauche socialiste, Ernest Glinne fait partie du Mouvement populaire wallon (MPW) après la grève générale de l'hiver 1960-1961. Il quitte le MPW quand est décrétée l'incompatibilité entre l'appartenance à ce mouvement et au Parti socialiste, mais il demeure fédéraliste. Il est député de l'arrondissement administratif de Charleroi de 1961 à 1980 et de 1983 à 1984, bourgmestre de Courcelles de 1965 à 1977 et ministre de l'Emploi et du Travail de 1973 à 1974 dans les gouvernements Leburton I et Leburton II, il a raté de peu la présidence du PS lorsqu'il s'est présenté en 1981 contre Guy Spitaels.
Il siège également de 1968 à 1994 au Parlement européen et dirige le groupe parlementaire du Parti socialiste européen de 1979 à 1984, à la suite des premières élections au suffrage universel du Parlement. Il a également présidé la commission économique et monétaire en 1978 et 1979.
En 1987, il joua un rôle majeur dans l'adoption par le Parlement européen d'une résolution pour une solution politique à la question arménienne, première reconnaissance par une institution internationale du génocide arménien
Il quitte le PS en mars 1998, déclarant « le socialisme n'est plus ce qu'il était »[réf. nécessaire].
Depuis 2000, il a siégé comme conseiller communal écologiste à Courcelles. Il est réélu en 2006 alors qu'il poussait la liste Ecolo en dernière position.
Il change ensuite à nouveau de parti et se présente comme premier suppléant sur la liste des candidats du RWF (Rassemblement Wallonie France) aux élections européennes du 7 juin 2009. Ernest Glinne est profondément républicain et laïc. Il a tiré le constat que la Flandre prépare son indépendance et qu'il faut dès aujourd'hui choisir un avenir institutionnel stable pour la Wallonie.